# Шевченкове (Чугуївський район)
Шевче́нкове —  село в Україні, у Вовчанській міській громаді Чугуївського району Харківської області. Населення становить 160 осіб. До 2020 орган місцевого самоврядування — Юрченківська сільська рада.

## Географія
Село Шевченкове знаходиться на річці Пільна, нижче за течією примикає до сіл Українське та Пільна. На відстані 4 км знаходиться село Юрченкове. За 6 км знаходиться залізнична станція Білий Колодязь.

## Історія
12 червня 2020 року, відповідно до Розпорядження Кабінету Міністрів України  № 725-р «Про визначення адміністративних центрів та затвердження територій територіальних громад Харківської області», увійшло до складу Вовчанської міської громади.
19 липня 2020 року, в результаті адміністративно-територіальної реформи та ліквідації Вовчанського району, село увійшло до складу Чугуївського району.